# Dendropsophus leali
Dendropsophus leali és una espècie de granota que viu a Bolívia, el Brasil, Perú i, possiblement també, a Colòmbia.